# El pianista virtuoso

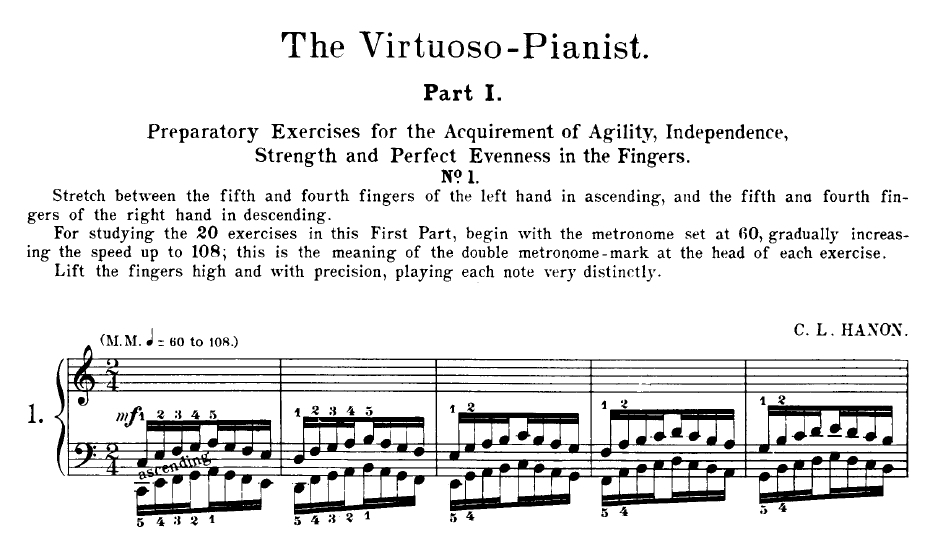
El primer ejercicio de El pianista virtuoso.

El pianista virtuoso en 60 ejercicios, es una obra pedagógica musical de Charles-Louis Hanon, que reúne sesenta ejercicios para piano compuestos para mejorar la velocidad, precisión, agilidad y fuerza en los dedos y muñecas de las manos. El pianista virtuoso en 60 ejercicios es más conocido popularmente como Hanon y sigue teniendo gran aceptación hoy día por profesores y estudiantes.

## Ejercicios
Los ejercicios propuestos ayudan a resolver los principales problemas con los que se encuentran los estudiantes de piano, esto es: en paso del meñique, fortalecer los dedos cuarto y quinto y trinos triples y cuádruples. Los ejercicios deben estudiarse por separado hasta su correcta ejecución para luego tocarlos consecutivamente dentro de sus respectivas secciones. Además de desarrollar las habilidades mecánicas del estudiante de piano, si los ejercicios se tocan en grupos consecutivamente ayudarán a aumentar la resistencia.
Los ejercicios están divididos en tres partes.
- La primera parte consiste en los ejercicios numerados del 1 al 20 y se llaman "ejercicios preparatorios" que, por otra parte, son también los más famosos.

- La segunda parte agrupa los ejercicios del 21 al 43 y se llama "otros ejercicios para el desarrollo de una técnica virtuosa". Esta sección es mucho más difícil y debe ser estudiada una vez se domina perfectamente los ejercicios de la primera parte. Incluye escalas musicales y arpegios.

- La tercera parte contiene los ejercicios del 44 al 60 y se llama "ejercicios de virtuosismo para dominar las dificultades técnicas más grandes". Debido a que esta es la parte más difícil de la obra, Hanon recomienda dominar las anteriores dos partes antes de comenzar el estudio de ésta. Incluye notas repetidas, intervalos repetidos, escalas en intervalos, trémolos, entre otros.

Una vez se tengan dominadas las tres partes, Hanon recomienda practicarlos en su totalidad diariamente para retener la técnica.
Se dice que Vladimir Horowitz fue enterrado con una copia de El pianista virtuoso.[cita requerida]

## Críticas a los ejercicios
Aunque su uso está muy extendido, estos ejercicios no están exentos de tener detractores. Algunos, como la profesora Abby Whiteside, han desmentido la propia idea de independencia en los dedos que estos ejercicios pretenden y en su lugar afirma que una técnica basada en el húmero puede ser efectiva.
Al detallar este valioso elemento, podemos encontrar la técnica escondida de  Charles-Louis Hanon, y es que en la primera parte que consiste en los ejercicios numerados del 1 al 20, los cuales se encuentran todas en la escala de Do Mayor, que son preparatorios para la segunda parte, y también unos numerales de la tercera parte, que también están solo en la escala de Do Mayor, fue también realizada en las demás escalas Mayores, Menores Naturales, Menores Armónicas y Menores Melódicas.
Así que un solo ejercicio equivale a 48 ejercicios diferentes los cuales ayudan a entrelazarse el Pianista a su Teclado y seguir con el Proceso Pedagógico el cual lo lleva al Virtuosismo.

## Influencia musical
- En la parte final del Concierto para piano n.º 2 de Dmitri Shostakóvich, hay una serie de pasajes donde se citan los ejercicios de Hanon. El concierto está dedicado a su hijo Maxim y algunos sugieren que Shostakovich los incluyó por habérselos oído practicar a su hijo.